# فرانس بابنغر
فرانس بابنغر (15 يناير 1891 - 23 يونيو 1967) مستشرق ألماني معروف ومؤرخ مختص في الدولة العثمانية، اشتهر بكتابته للسيرة الذاتية للسلطان محمد الثاني، المعروف باسم "الفاتح"، والتي نُشرت في الأصل تحت عنوان (بالفرنسية: Mehmed der Eroberer und seine Zeit)‏، وتُرجمت للإنجليزية بواسطة رالف مانهايم، ونشرتها مطبعة جامعة برينستون تحت عنوان "محمد الفاتح ووقته".

## أعماله
بالإضافة إلى أعماله في السير الذاتية، نشر بابنغر العديد من المقالات والكتب حول مجموعة متنوعة من الموضوعات. يجيد بابنغر التركية والرومانية والعربية وكذلك اللغات الأوروبية الرئيسية.
يعد كتابه عن محمد الفاتح أحد الأعمال الأكاديمية القليلة المتاحة بدون مصادر مذكورة والتي تعتمد سلطتها فقط على سمعة القدرات البحثية للمؤلف. يقول خليل إينالجيك من جامعة أنقرة أن النقاد ينتظرون الطبعة الثانية التي وعد المؤلف بها كما هو مذكور في مقدمة الكتاب التي ستتضمن مصادر الكتاب لكن هذه الطبعة لم تر الضوء مطلقًا.